# Trachymene croniniana
Trachymene croniniana är en flockblommig växtart som beskrevs av Ferdinand von Mueller. Trachymene croniniana ingår i släktet Trachymene och familjen flockblommiga växter. Inga underarter finns listade i Catalogue of Life.